# Museum der Stadt Butzbach

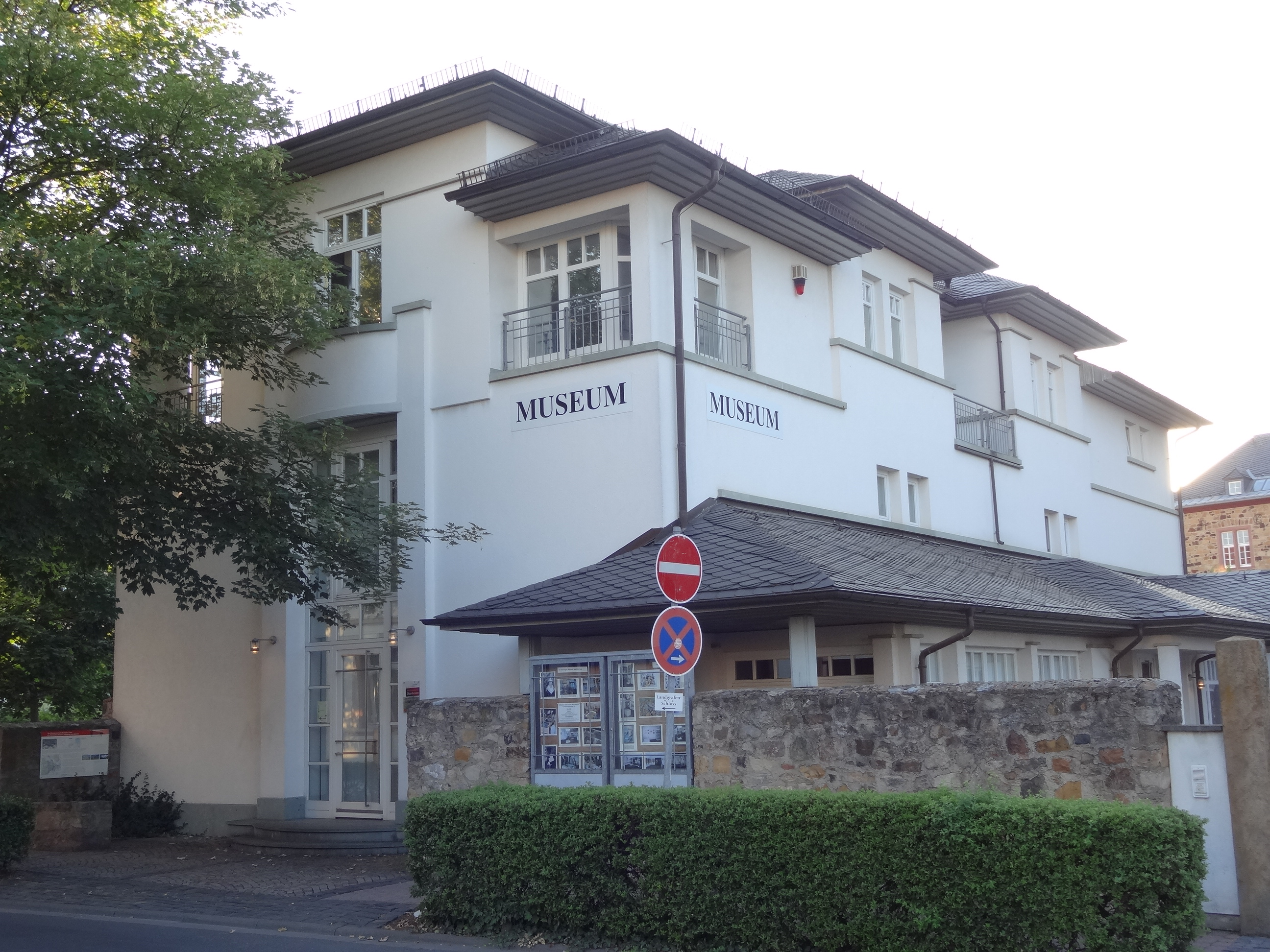
Neubau 1994

Das Museum der Stadt Butzbach ist ein stadthistorisches Museum in Butzbach im Wetteraukreis in Hessen.

## Geschichte
Das Museum wurde 1894/95 als Altertümer- und Trachtenmuseum gegründet. Im Jahr 1900 wurde der Butzbacher Geschichtsverein gegründet, der das Museum jahrzehntelang betreute. Seit 1977 wird das Museum hauptamtlich von der Stadt betrieben.
Zwischen 1907 und 1991 befand sich das Museum in der gotischen Michaeliskapelle. 1990–1993/94 entstand auf einem Areal zwischen den beiden Butzbacher Schlössern (Landgräfliches Schloss Butzbach und Solmser Schloss) ein zeitgemäßes Museumsgebäude, bestehend aus dem historischen Altbau des Solms-Braunfelser Amtshaus aus dem 15. Jahrhundert und einem angefügten Neubau. Das Museum enthält mehrere Räume für Sonderausstellungen sowie einen Vortragsraum. Angeschlossen an das Museum sind die Räume des Butzbacher Stadtarchivs.

## Sammlung
Aus der Sammlung hervorzuheben sind die Trachten des 18.–20. Jahrhunderts, die durch die Übernahme der Bestände aus dem ehemaligen Altertümer- und Trachtenmuseum in das heutige Museum erhalten wurden.

### Römerzeit

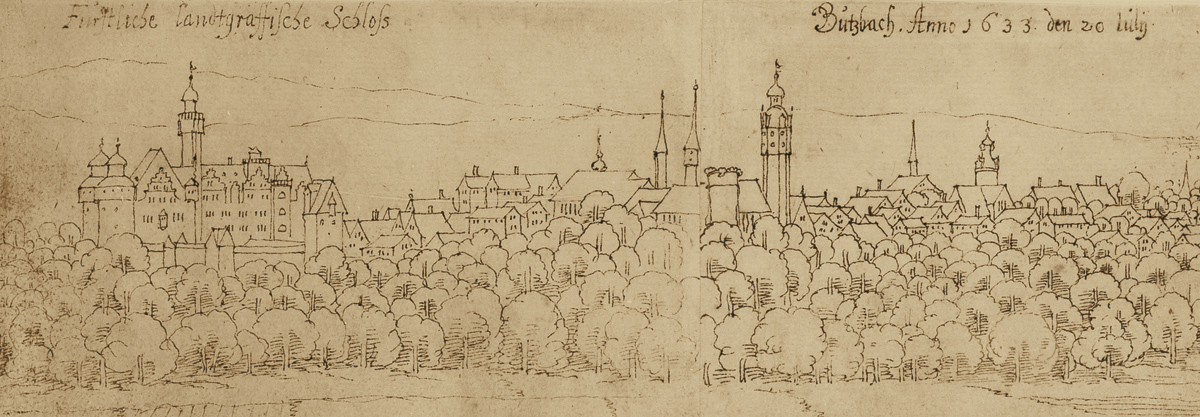
Valentin Wagner: Butzbach von Nordosten (1631)

Der Keller im historischen Gebäudeteil ist größtenteils den archäologischen Beständen der Römerzeit vorbehalten. Das Kastell Butzbach war ein bedeutender Truppenstandort am Wetterau-Limes als Teil des Obergermanisch-Raetischen Limes. Auf dem Butzbacher Stadtgebiet befand sich weiterhin das Kleinkastell Degerfeld.
Im Boden des großen Ausstellungsraumes ist ein Modell des 3,3 ha großen Kohortenkastells Hunneburg eingelassen. In den Vitrinen werden zahlreiche Funde aus dem Kastell und dem Lagerdorf (Vicus) ausgestellt, darunter besonders große Mengen Keramik. In einem hinteren Raum wurde der Vorratskeller eines römischen Töpfers rekonstruiert. Ergänzt wird die Ausstellung durch Steindenkmäler. Hervorzuheben ist ein kleiner Mercurius-Altar, der 1913 beim Abbruch der alten Griedeler Kirche entdeckt wurde.

### Stadtgeschichte
Sechs Räume im ersten Obergeschoss führen durch die Geschichte Butzbachs, das 1321 zur Stadt erhoben wurde. Die Ausstellung beginnt mit einer Kopie des Epitaphs Philipps VIII. von Falkenstein aus der Markuskirche. Neben einem Stadtmodell und weiteren Stadtansichten sind die Modelle mehrerer Großbauten sehenswert, darunter zwei Kirchen, das Landgräfliche Schloss sowie das festungsartige Schloss Philippseck bei Münster. Ein Schwerpunkt der Ausstellung ist damit die Zeit Butzbachs als Residenz der hessen-darmstädtischen Nebenlinie unter dem Landgrafen Philipp III. von Hessen-Butzbach. Philipp galt als gelehrter Landesherr, der die Wissenschaft förderte. Im Schloss ließ er eine Sternwarte einrichten und hatte zweimal Johannes Kepler zu Besuch. Diese bedeutende geschichtliche Epoche Butzbachs wird illustriert durch Skizzen von Valentin Wagner, der sich 1631/32 in Butzbach aufhielt. Die Ausstellung wird ergänzt durch Originalmöbel, Bilder, Waffen sowie kleinere Inszenierungen.

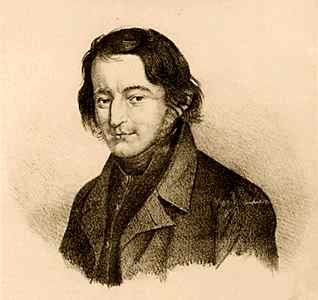
Friedrich Ludwig Weidig (1791–1837). Kreidelithographie 1848/49.

### Friedrich Ludwig Weidig und seine Zeit
Die Abteilung zum Pädagogen, Theologen und Freiheitskämpfer Friedrich Ludwig Weidig (1791–1837) führt in die Zeit des Vormärzes und der Revolution von 1848/49. Weidig hat zusammen mit Georg Büchner die sozialrevolutionäre Flugschrift „Der hessische Landbote“ (1834) verfasst und verteilt, wurde in der Folge für seine demokratische Überzeugung inhaftiert und starb im Darmstädter Gefängnis. Die Ausstellung gibt eine kurze Einführung in die Zeit (Wiener Kongress, Karlsbader Beschlüsse etc.) und zeigt unter anderem zahlreiche Original-Schriftstücke von Weidig, Bücher und Flugschriften von Weidig und seinem Umfeld, Gemälde, Zeichnungen und zeitgenössisches Mobiliar.

### Volkskundliche Abteilung
Die volkskundliche Abteilung im zweiten Obergeschoss zeigt Wetterauer und Hüttenberger Trachten. Aus der anfänglichen Ausrichtung des Museums und weiterer jahrzehntelanger Sammlungstätigkeit erklärt sich der außerordentlich reiche Trachtenbestand des Museums. In der Ausstellung werden verschiedene Lebenssituationen (Taufe und Geburt, Spinnstube, Bäuerlicher Alltag, Hochzeitszug, Tod und Trauer sowie Landgängerei und Auswanderung) der damaligen Zeit nachgestellt.

### Handwerk und Gewerbe im alten Butzbach
Die Abteilung „Handwerk und Gewerbe“ befindet sich im Neubau des Museums. Sie stellt ortsansässige Handwerkszweige (Weber, Blaufärber, Gerber, Töpfer, Holzhandwerker, Metallhandwerker) dar und beleuchtet dabei die in der Stadt Butzbach vorherrschende Organisation des Handwerks in Zünften.

### Butzbach im Zeitalter der Industrialisierung
Ebenfalls im Neubau befindet sich die großflächige Ausstellung zur Industrialisierung. Schwerpunkte bilden hier die Elektrifizierung, die 1848 gegründete Butzbacher Zeitung sowie ortsansässige Industriebetriebe wie eine Nudelfabrik, eine Fabrik für landwirtschaftliche Geräte, eine Brauerei (Gambrinus-Brauerei Melchior), eine Farbenfabrik, eine chemische Reinigung, eine Lokomotivfabrik sowie Schleifmittelwerke. Ein großes Überblicksmodell zeigt die umfangreichen Fabrikanlagen des ehemals größten ortsansässigen Betriebs (Bamag-Meguin).
Einzigartig ist in dieser Sammlung das Miniaturschuhmuseum des Butzbacher Industrieschuhmachermeisters Richard Fenchel im ersten Obergeschoss des Neubaus. Über 200 Miniaturmodelle vom steinzeitlichen Fellschuh bis zum Astronautenschuh erläutern die „Kulturgeschichte des europäischen Schuhs“.